# Contea di Burke (Carolina del Nord)
La contea di Burke, in inglese Burke County, è una contea dello Stato della Carolina del Nord, negli Stati Uniti. La popolazione al censimento del 2000 era di 89 148 abitanti. Il capoluogo di contea è Morganton.

## Storia
La contea di Burke fu costituita nel 1777.

## Geografia antropica

### Città
- Hickory
- Morganton

### Town
- Connelly Springs
- Drexel
- Glen Alpine
- Hildebran
- Long View
- Rhodhiss
- Rutherford College
- Valdese

### Census-designated place
- Icard
- Salem